# وو تشان يانغ
وو تشان يانغ (27 أبريل 1997 بكوريا الجنوبية - ) هو لاعب كرة قدم كوري جنوبي في مركز الدفاع.

## وصلات خارجية
- وو تشان يانغ على موقع الاتحاد الدولي (مؤرشف)  (الإنجليزية)
- وو تشان يانغ على موقع دوري كوريا الجنوبية (الإنجليزية)
- وو تشان يانغ على موقع قاعدة بيانات كرة القدم.إي يو (الإنجليزية)
- وو تشان يانغ على موقع Soccerway.com (الإنجليزية)